# Éclipse solaire du 4 janvier 2011
L'éclipse solaire du 4 janvier 2011 est une éclipse solaire partielle, qui a été visible sur la majeure partie de l'Europe et de l'Asie du Nord.
Il s'agit de la première des quatre éclipses solaires partielles de 2011, et la 5e éclipse partielle du XXIe siècle.
Elle eut lieu, il y a : 14 ans, 2 mois et 10 jours.

## Caractéristiques
Une éclipse solaire se produit lorsque la Lune passe entre la Terre et le Soleil, masquant l'image de ce dernier pour un observateur terrestre. Une éclipse solaire partielle a lieu lorsque l'axe de l'ombre de la Lune manque la Terre. Le 4 janvier 2011, celui-ci passe à 510 km de la surface terrestre; le gamma de cette éclipse est de 1,0627.
Au maximum, la magnitude de l'éclipse atteint 0,8576, indiquant que la Lune recouvre 85 % du disque solaire. Elle occupe le rang 14 du Saros 151.
L'éclipse débute à 6:40:11,1 UTC. Elle atteint son maximum à 8:50:34,0 UTC, au-dessus du nord de la Suède. Elle prend fin à 11:00:52,2 UTC.

## Visibilité

Carte animée de l'éclipse du 4 janvier 2011.

L'éclipse est visible au lever du Soleil sur la majeure partie de l'Europe et l'Asie du Nord-Ouest et se termine au coucher du soleil au-dessus de l'Asie orientale. Elle est également visible en tant qu'éclipse partielle mineure en Afrique du Nord et en Arabie.

## Images

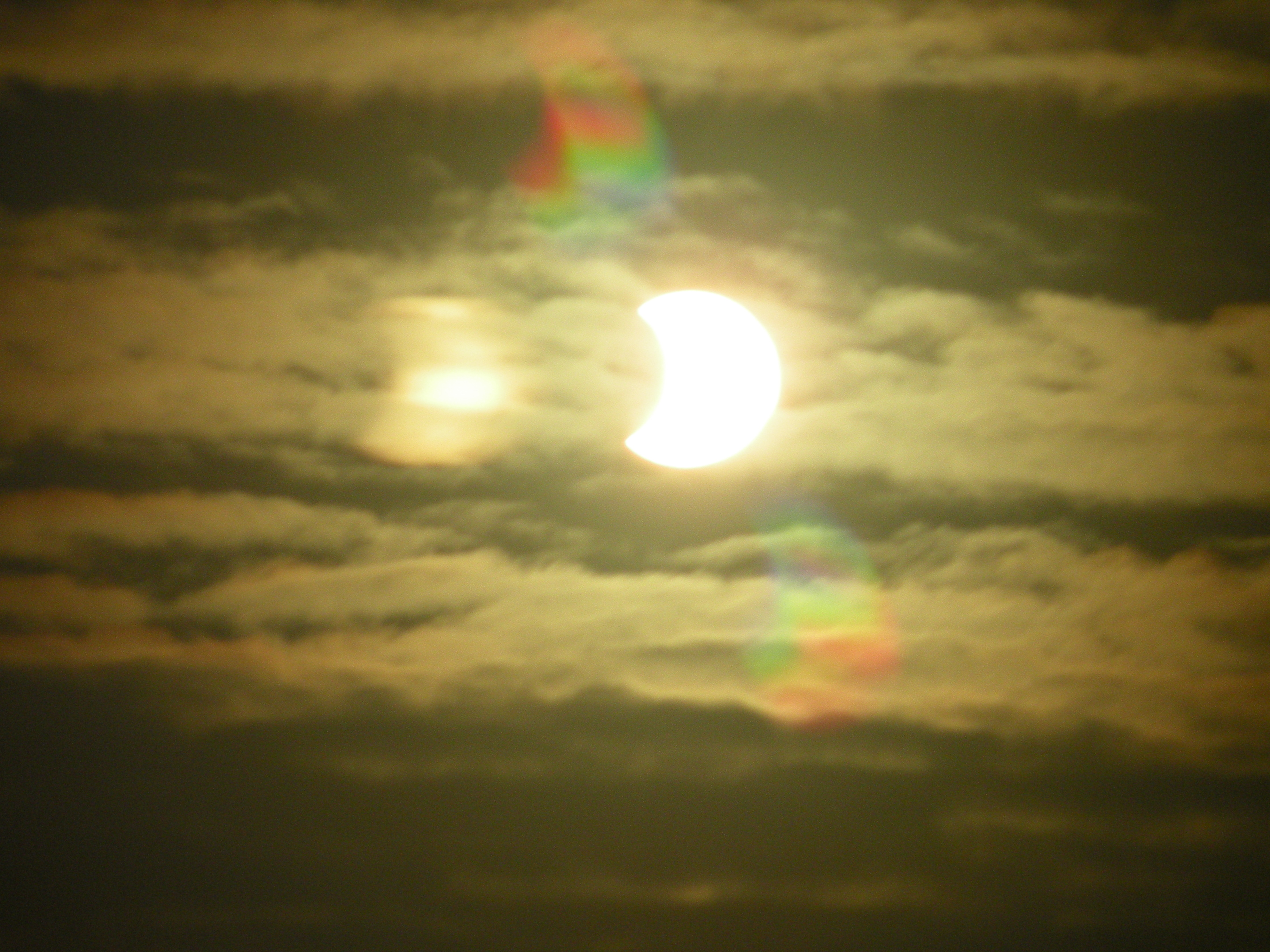
L'éclipse vue de Rennes, France.
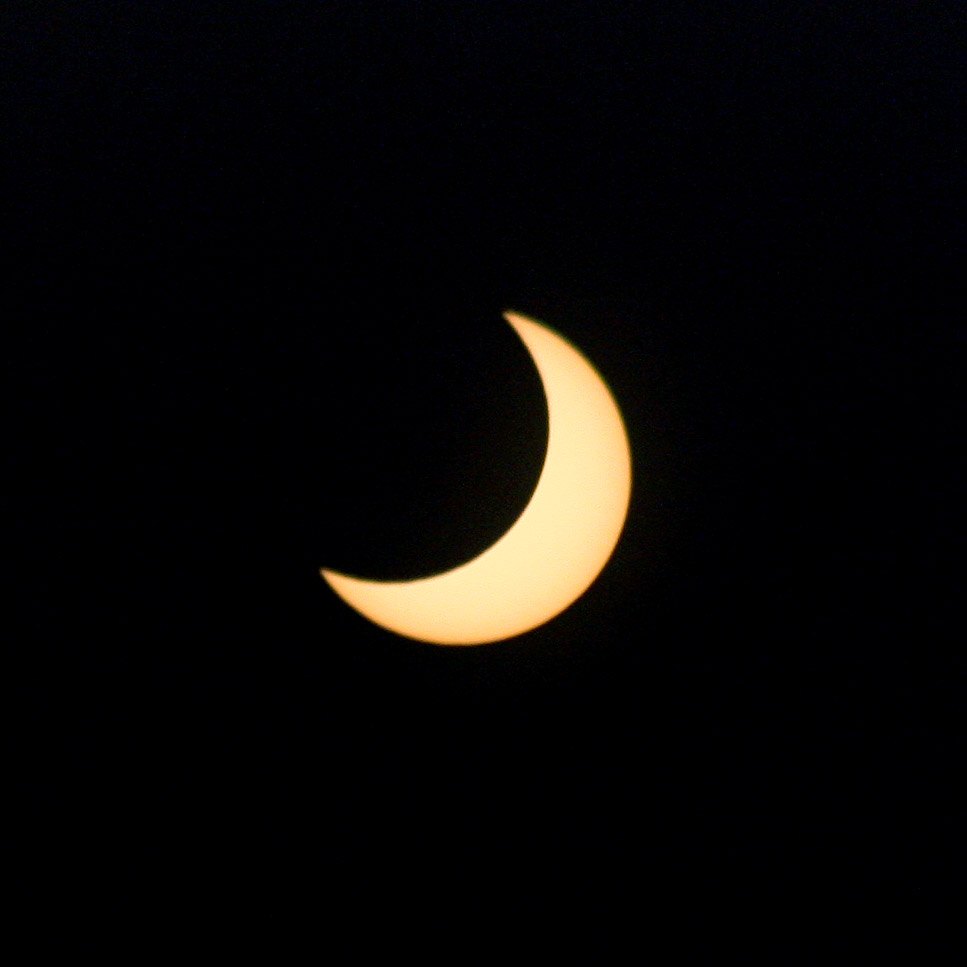
L'éclipse vue de Vienne, Autriche.
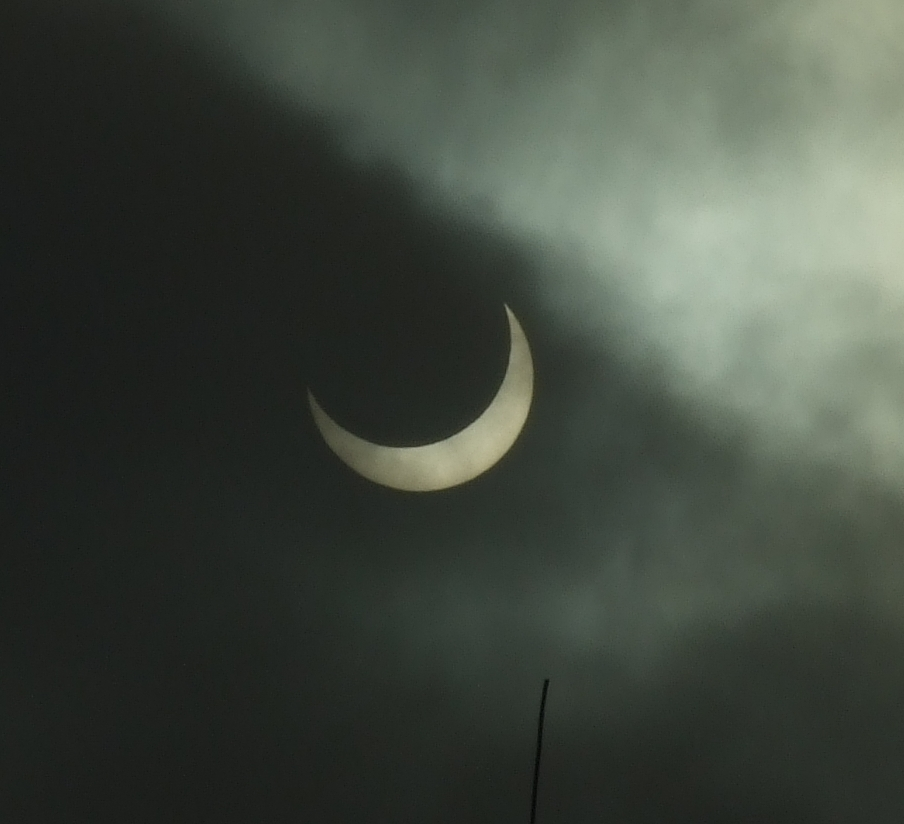
L'éclipse vue de Pologne.
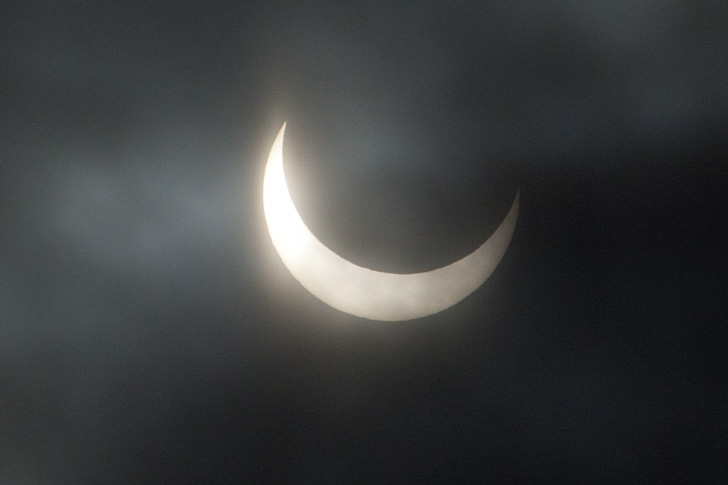
L'éclipse vue de Moscou, Russie.
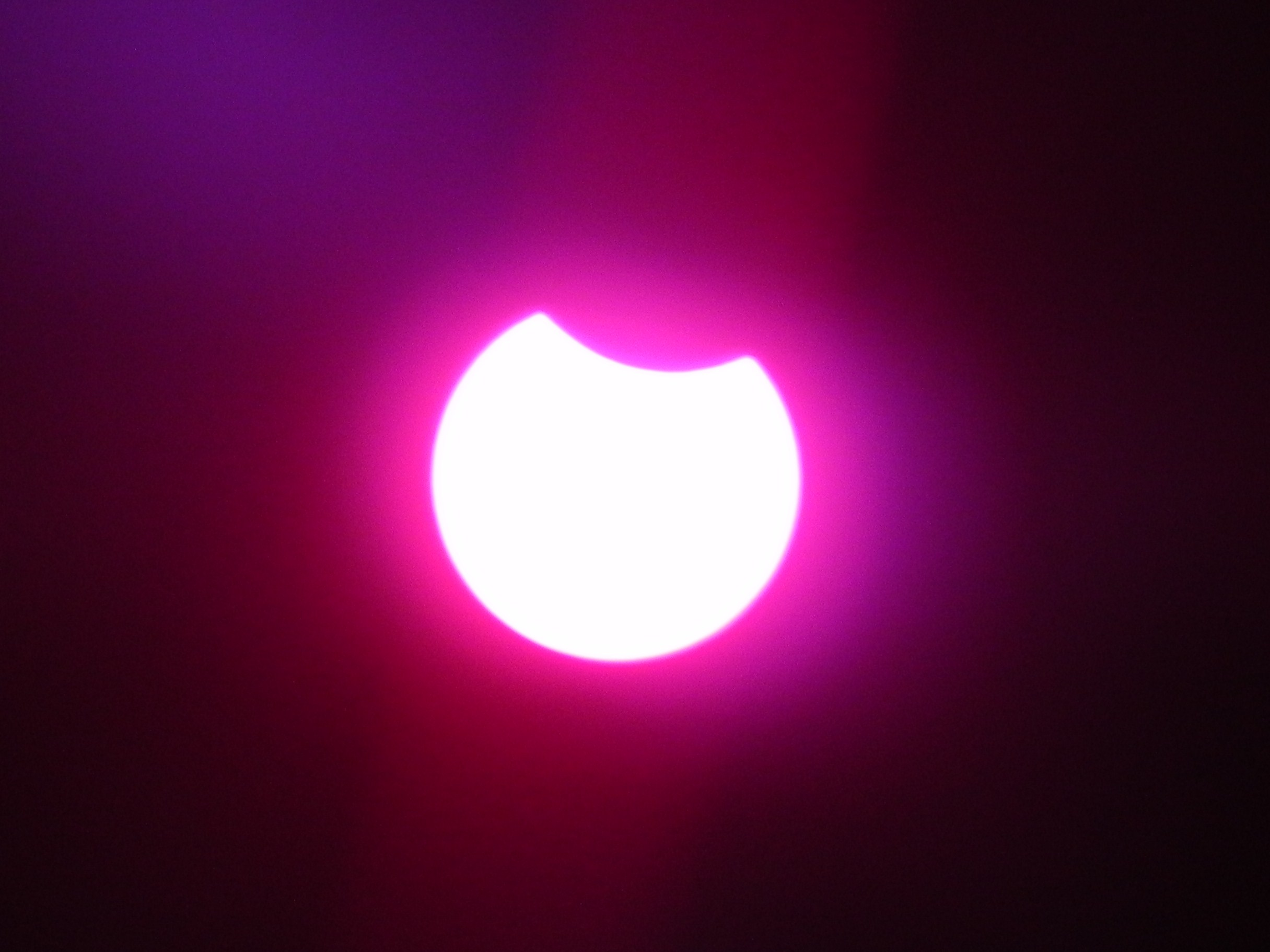
L'éclipse vue de Sanaa, Yémen

## Éclipses proches
L'éclipse solaire précédente est une éclipse totale qui se produisit le 11 juillet 2010. Il s'agit de la première de quatre éclipses solaires partielles se produisant en 2011, les suivantes ayant lieu le 1er juin, le 1er juillet et le 25 novembre.
L'éclipse lunaire correspondante a lieu le 21 décembre 2010.